# Air Magazine
 (janvier 2016).
Si vous disposez d'ouvrages ou d'articles de référence ou si vous connaissez des sites web de qualité traitant du thème abordé ici, merci de compléter l'article en donnant les références utiles à sa vérifiabilité et en les liant à la section « Notes et références ».
Air Magazine est une revue française bimestrielle consacrée à l’histoire de l’aviation.

## Généralités
Air Magazine est une revue abordant le thème de l'histoire de l'aviation. Elle est née dans la mouvance de revues telles qu'Avions, Batailles Aériennes et Aéro Journal. Elle se singularise de ces dernières par des sujets jusque-là peu médiatisés[réf. nécessaire]. Elle se présente sous un format A4 sur papier glacé de 68 pages agrémentées de nombreuses photographies couleur ou noir et blanc, des profils en couleur, des plans 4-vues, des croquis et des cartes.
Des hors-série abordant un thème plus complet ont également paru avec un nombre de pages plus important.

## Histoire
Le premier numéro est édité en mars 2001. La revue paraît sous la direction de José Fernandez.
Air Magazine était à l'origine édité par la société TMA sarl. Depuis le numéro 48 (mars-avril 2010), Air Magazine est une publication de la société Artipresse.
Cette société édite également le magazine trimestriel Ciel de Guerre et Ailes Françaises / L'Encyclopédie.